# Oscaecilia elongata
Espèce
Synonymes
- Caecilia elongata Dunn, 1942

Statut de conservation UICN

 DD : Données insuffisantes
Oscaecilia elongata est une espèce de gymnophiones de la famille des Caeciliidae.

## Répartition
Cette espèce est endémique. des environs de Yaviza dans la province de Darién au Panama.

## Publication originale
- Dunn, 1942 : The American caecilians. Bulletin of the Museum of Comparative Zoology, vol. 91, n. 6, p. 437-540 (texte intégral).